# Carebaco-Meisterschaft 1979
Die Carebaco-Meisterschaft 1979 im Badminton fand in Santa Cruz, Aruba, statt. Es war die siebente Auflage der Titelkämpfe.

## Titelträger
| Disziplin    | Sieger                  |
| ------------ | ----------------------- |
| Herreneinzel | George Hugh             |
| Dameneinzel  | Beena Narwani           |
| Herrendoppel | George Hugh Sammy Leyow |
| Damendoppel  | Carol Leyow Marie Leyow |
| Mixed        | George Hugh Marie Leyow |
| Team         | Jamaika                 |